# Riera de Cornet
|  | Per a altres significats, vegeu «Cornet». |

La Riera de Cornet anomenada també Riera de Guardiola és una riera situada als termes municipals de Sant Salvador de Guardiola, Manresa i Castellgalí. És la riera més notable del terme de Sant Salvador de Guardiola. Es troba documentada ja l'any 978 amb el nom de Rio Corneddo la qual juntament amb la masia homònima pren nom dels corners abundants en la zona.

## Recorregut
Té el seu origen a l'extrem sud de Sant Salvador de Guardiola, on s'uneixen varis torrents sent els més importants el Torrent de Valldeperes, el Torrent de Ca l'Oller, el Torrent de la Font del Boix, el Torrent de Julenques, el Torrent de Cal Bonsatre i el Torrent dels Pèlecs. El seu recorregut per Sant Salvador de Guardiola voreja el poble per l'est i fa un gir cap a l'oest poc abans d'arribar a la depuradora de Sant Salvador de Guardiola. La riera serpenteja amb varis meandres al acostar-se al límit municipal de Castellgalí i passa pel costat de la masia de Cornet ja a Castellgalí. Pocs quilòmetres més enllà vira cap al sud esquivant la muntanya de Montlleó, passa per sota la C-55 i desemboca al riu Cardener, del qual és afluent, al costat del camp de golf la Roqueta. La seva màxima longitud és de 22,57km incloent el torrent de Julenques.

## Afluents

### Terme de Sant Salvador de Guardiola[7]
- Torrent de Valldeperes
- Torrent de Cal Bonastre
- Torrent dels Pèlecs
- Torrent de Ca l'Oller (provinent del Bruc)
- Torrent de la Font del Boix[8] (provinent del Bruc)
- Torrent de Julenques[9] (provinent del Bruc)
- Torrent de Cal Bonsatre
- Torrent de Can Roca
- Torrent de Torroella[10]
- Riera de Castellfollit del Boix (provinent de Castellfollit del Boix)
- Torrent de les Fonts
- Torrent de Montgròs[11]
- Torrent del Graell
- Torrent de la Por[12]
- El Rasot

## Gorgs

### Terme de Sant Salvador de Guardiola
- Gorg de la Casanova
- Gorg de la Llosa[13]
- Gorg de l'Oller[14]

### Terme de Castellgalí
- Gorg Salat[13] (Rep el seu nom a causa de la sal introduida a la riera per la Font del Gorg Salat)[15]

## Successos notables
L'any 1912 el botànic Pius Font i Quer donà a conèixer l'existència de la Font del Gorg Salat i n'analitzà la salinitat obtenint un valor de 3.074 mil·ligrams de clorur per litre. Actualment els valors són similars. L'origen de la salinitat és degut al mateix jaciment salí que l'explotat a Cardona.
Durant la Guerra Civil, a la reraguarda republicana, varen ser-hi assassinades dues monjes. Actualment hi ha un monument no gaire lluny de la riera al seu homenatge.